# Silvio Escobar
Silvio Escobar Benitez (sinh Ngày 18 tháng 7 năm 1986) là một cầu thủ bóng đá người Paraguay hiện tại thi đấu cho Perseru Serui ở Liga 1 ở vị trí Tiền đạo.

## Sự nghiệp

### Persepam Madura United
Vào tháng 1 năm 2014, anh có màn ra mắt với Persepam Madura United trước Arema và anh ghi 1 bàn mặc dù kết quả Persepam thất bại 1-3.

### Perseru Serui
Vào tháng 3 năm 2017, Silvio ký bản hợp đồng 1 năm với câu lạc bộ Indonesia tại Liga 1 Perseru Serui.